# My World (bài hát của Bee Gees)
"My World" là một đĩa đơn phát hành năm 1972 của ban nhạc Bee Gees. Bài hát được dự kiến phát hành toàn cầu như một đĩa đơn không nằm trong album nào vào ngày 14 tháng 1 năm 1972 nhưng sau đó được đưa vào LP Best of Bee Gees, Volume 2 năm 1973. Mặt B của đĩa là bài "On Time" là một bài hát rock do Maurice Gibb sáng tác. "My World" vào đến Top 20 trên bảng xếp hạng ở cả Anh và Mỹ.

## Sản xuất
- Barry Gibb – hát chính, guitar
- Robin Gibb – hát chính
- Maurice Gibb – hát nền, bass, piano, guitar
- Geoff Bridgford – trống
- Alan Kendall – guitar